# Couvent Saint-François-de-Sales de Barcelone
Pour les articles homonymes, voir Église Saint-François-de-Sales.
L'église et couvent de saint-François-de-Sales de Barcelone est un ensemble formé par l'église et l'ancien couvent des religieuses salésiennes de l'ordre de la Visitation, situé Passeig de Sant Joan à Barcelone. Il a été projeté par Joan Martorell i Montells. Les travaux du couvent débutèrent en 1877 et l'église fut construite entre 1882 et 1885, correspondant à l'actuelle paroisse de Sant Francesc de Sales. L'ancien couvent a été converti en 1943 en un collège des frères Maristes. C'est un édifice protégé comme bien culturel d'intérêt local.
L'ancien couvent, de pierre et brique, est un échantillon de style néo-mudéjar, tandis que l'église est un exemple néogothique de Barcelone influencé par Viollet-le-Duc,. L'ensemble est couronné par un élancé et haut clocher polygonal.

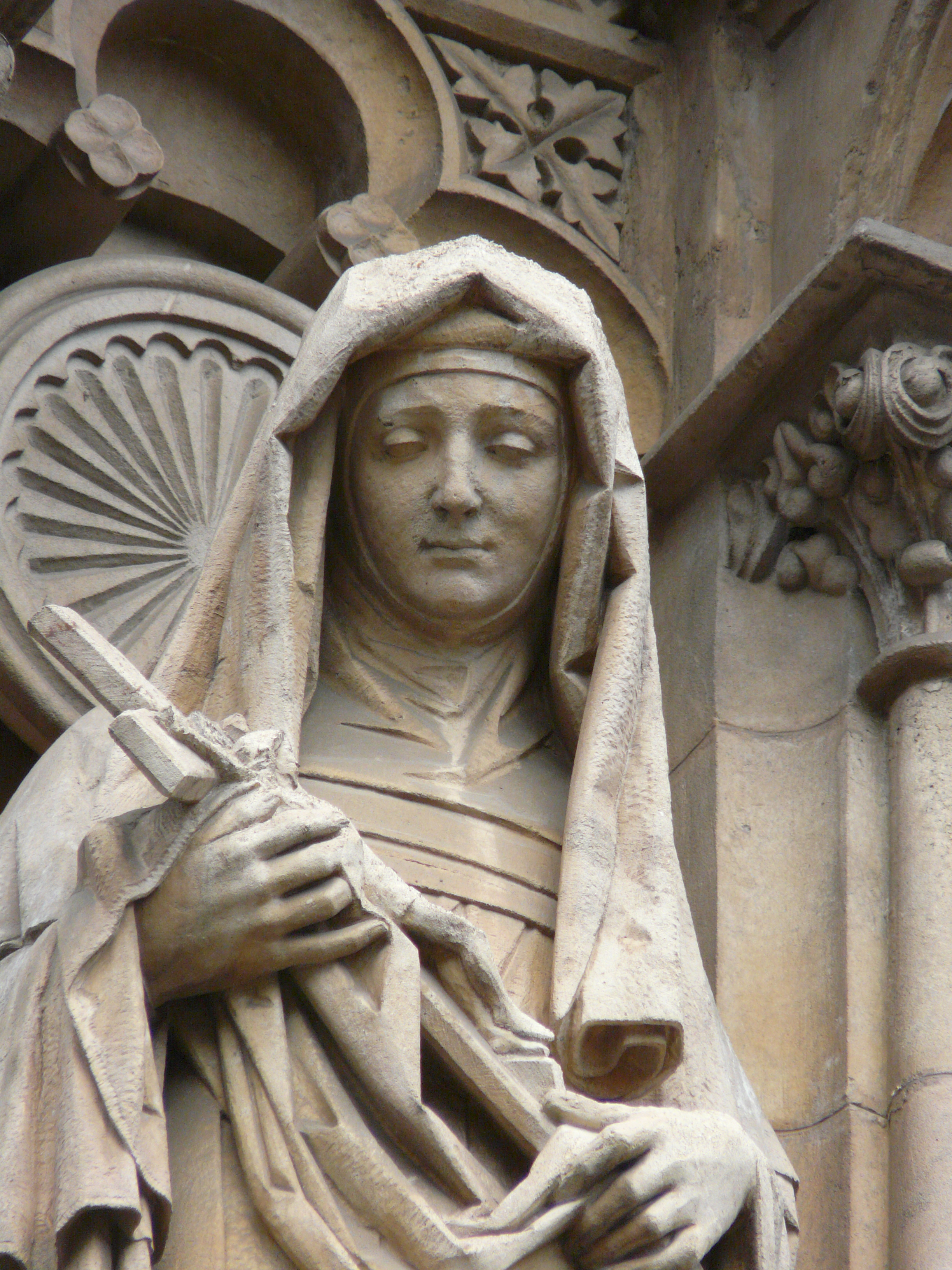
Sculpture de la façade.

L'ensemble est élevé sur trois corps formant un "U" autour d'un large cloître central.

## Histoire

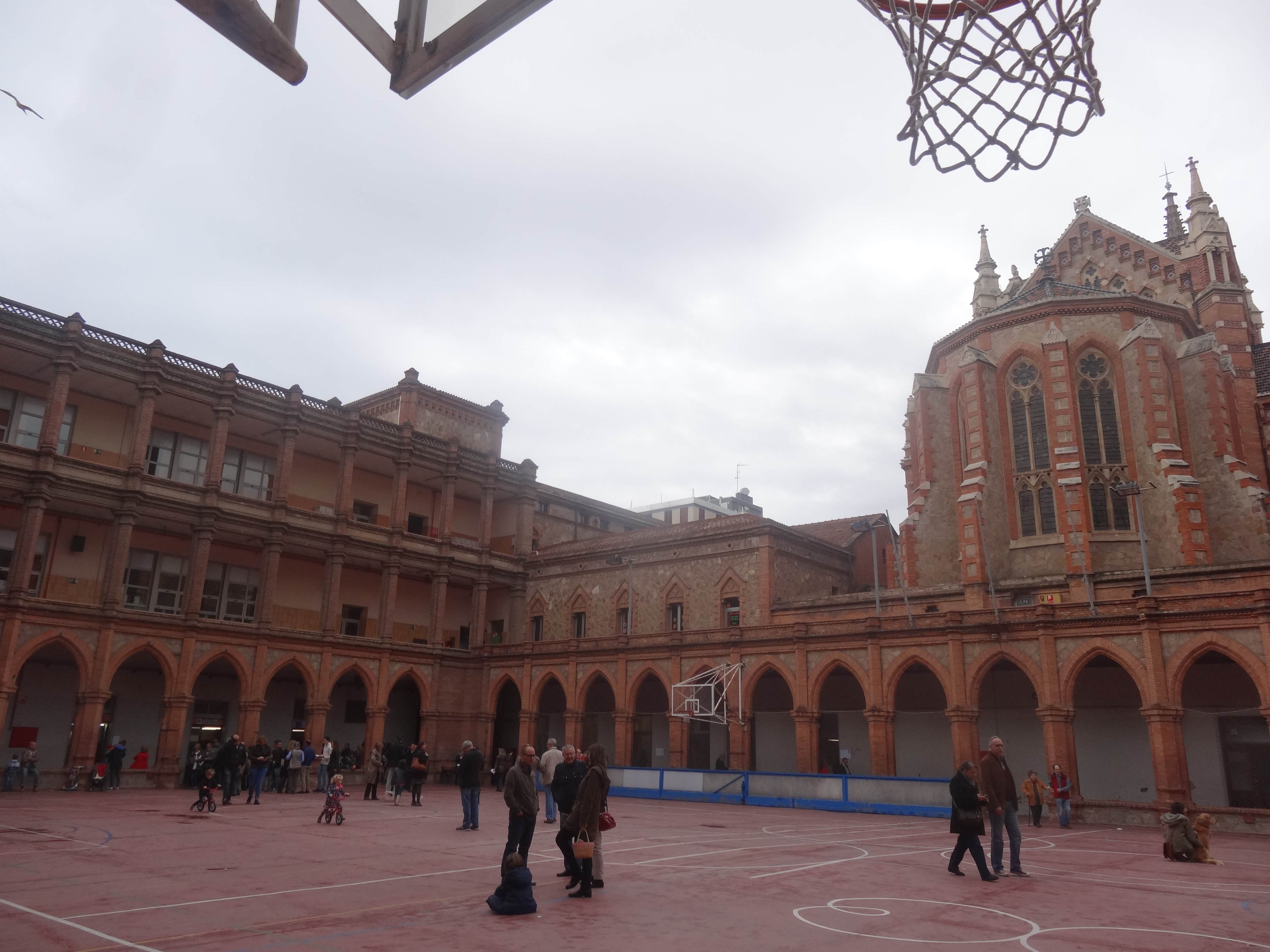
Abside de l'église depuis la cour du collège des Maristes

La première pierre de l'ensemble conventuel dessiné par l'architecte Joan Martorell i Montells fut posée le 28 mars 1877, et le 6 septembre 1878 la communauté s'était déjà installée dans ces nouvelles dépendances. Pourtant, la construction de l'église fut plus tardive et n'a débuté qu'en 1882. L'église a été consacrée sous le patronage du Sacré-Cœur de Jésus le 26 avril 1885, en présence de l'évêque de Barcelone, de l'évêque de Lérida, et de l'évêque d'Urgell,.
Selon l'architecte Joan Bassegoda, pour certaines phases des travaux il y a eu la participation d'Antoni Gaudí, qui était à l'époque disciple et assistant de Joan Martorell. La partie centrale du plafond de l'église pourrait être l'œuvre de Gaudí.
Pendant les faits de la Semaine tragique le couvent et l'église furent abîmés. En juillet 1936 l'église fut à nouveau assaillie, donnant lieu à la célèbre exposition de momies de religieuses au Passeig de Sant Joan, montrée par le célèbre photographe Josep Brangulí,.
Après la guerre civile, en 1942, les frères Maristes acquirent l'ancien ensemble conventuel afin de le convertir en école, donnant lieu à nombreuses transformations entre 1943 et 1960. A cette occasion le cloître a été reconverti en cour d'école. Le 9 octobre 1945 l'évêque Modrego convertit l'ancienne église conventuelle en une nouvelle paroisse sous le patronage de saint François de Sales. En 1960, l'architecte Miquel Brullet i Monmany bâtit une piscine et un gymnase. À partir de 1967, l'architecte Miquel Ponsetí Vives a réalisé les locaux administratifs, la bibliothèque, le laboratoire et la salle de musique,.
En 2010, se sont célébrés les 125 ans de la consécration de l'édifice, ce qui a été inscrit sur la porte.